# Muhammad asz-Szajch
Maulaj Muhammad asz-Szajch asz-Szarif al-Hasani (arab. مولاي محمد الشيخ الشريف الحسني, zm. 1557) – szejk rodu Sadytów w latach 1544–1557 i sułtan Maroka w latach 1549–1557, syn szejka Abu Abdullaha Muhammada al-Kaima.  
Po śmierci ojca w 1517 roku Muhammad asz-Szajch wraz ze swoim bratem Ahmadem al-Aradżem stanął na czele Sadytów w walce przeciw Portugalczykom, którzy - korzystając ze słabości wattasydzkiej dynastii sułtanów - dążyli do podporządkowania sobie marokańskich portów nad Atlantykiem. Bracia zwrócili się także przeciw samym Wattasydom. W 1524 roku odbili z rąk sułtana miasto Marrakesz, a w 1541 roku Muhammad asz-Szajch wypędził Portugaliczyków z Agadiru, umacniając władzę Sadytów w południowym Maroku i zdobywając sobie uznanie wśród ludu. Marokańskie południe znajdowało się odtąd w rękach Sadytów z Muhammadem asz-Szajchem w Tarudant i Ahmadem al-Aradżem w Marrakeszu. 
W 1544 roku doszło jednak do poróżnienia się braci i Ahmad al-Aradż sprzymierzył się z Abu Hassunem, stryjem wattasydzkiego sułtana Abu al-Abbasa Ahmada. Muhammad asz-Szajch zdołał jednak - po gruntownej restrukturyzacji armii na wzór osmański i nabyciu broni palnej od holenderskich handlarzy - zająć Fez w 1549 roku i obalić Wattasydów. Zwycięstwem tym wprowadził Sadytów na sułtański tron Maroka. W 1554 roku został na krótko wypędzony z Fezu przez wspieraną osmańskimi siłami koalicję wojsk Abu Hassuna i Ahmada al-Aradża, udało mu się jednak jeszcze w tym samym roku powrócić na tron. Abu Hassun zginął w walkach o Fez i Sadytom nie groziło już widmo powrotu do władzy dynastii wattasydzkiej. 
Dla powstrzymania dalszej ekspansji Osmanów sułtan Muhammad asz-Szajch zawarł przymierze z Hiszpanią. W zakresie polityki wewnętrznej próbował ograniczyć wpływy bractw islamskich i marabutów. Zdołał jeszcze bardziej umocnić władzę Sadytów poprzez wprowadzenie odpowiedniego systemu podatków i budowę armii najemnej. Mimo to w 1557 roku został zamordowany przez osmańskich agentów. Na marokański tron wstąpił wówczas jego syn Abdullah al-Ghalib.